# Manduca occulta
Manduca occulta ist ein Schmetterling (Nachtfalter) aus der Familie der Schwärmer (Sphingidae).

## Merkmale
Die Falter haben eine Vorderflügellänge von 45 bis 49 Millimetern. Ihre Färbung ist wenig variabel. Die Art kann leicht mit Manduca sexta verwechselt werden, die jedoch etwas größer wird und tendenziell etwas kräftiger gebaut ist. Beide Arten haben eine sehr ähnliche Musterung auf den Vorderflügeln. Bei Manduca occulta sind die Vorderflügel etwas schmaler, mit mehr Braunanteilen versehen und haben eine weniger kontrastreichere Musterung als bei M sexta. Ihre Musterung ist etwa zu gleichen Teilen schwarz und weiß, bei Manduca sexta ist das Verhältnis Schwarz zu Weiß 2:1. Der Flügelsaum ist bei dieser Art mit breiteren weißen Binden versehen. Die Spitze der Hinterflügel ist spitzer zulaufend, bei Manduca sexta ist sie mehr abgerundet. Außerdem ist die weiße Binde auf den Hinterflügeln bei Manduca occulta ziemlich gerade und nicht geschwungen wie bei Manduca sexta.

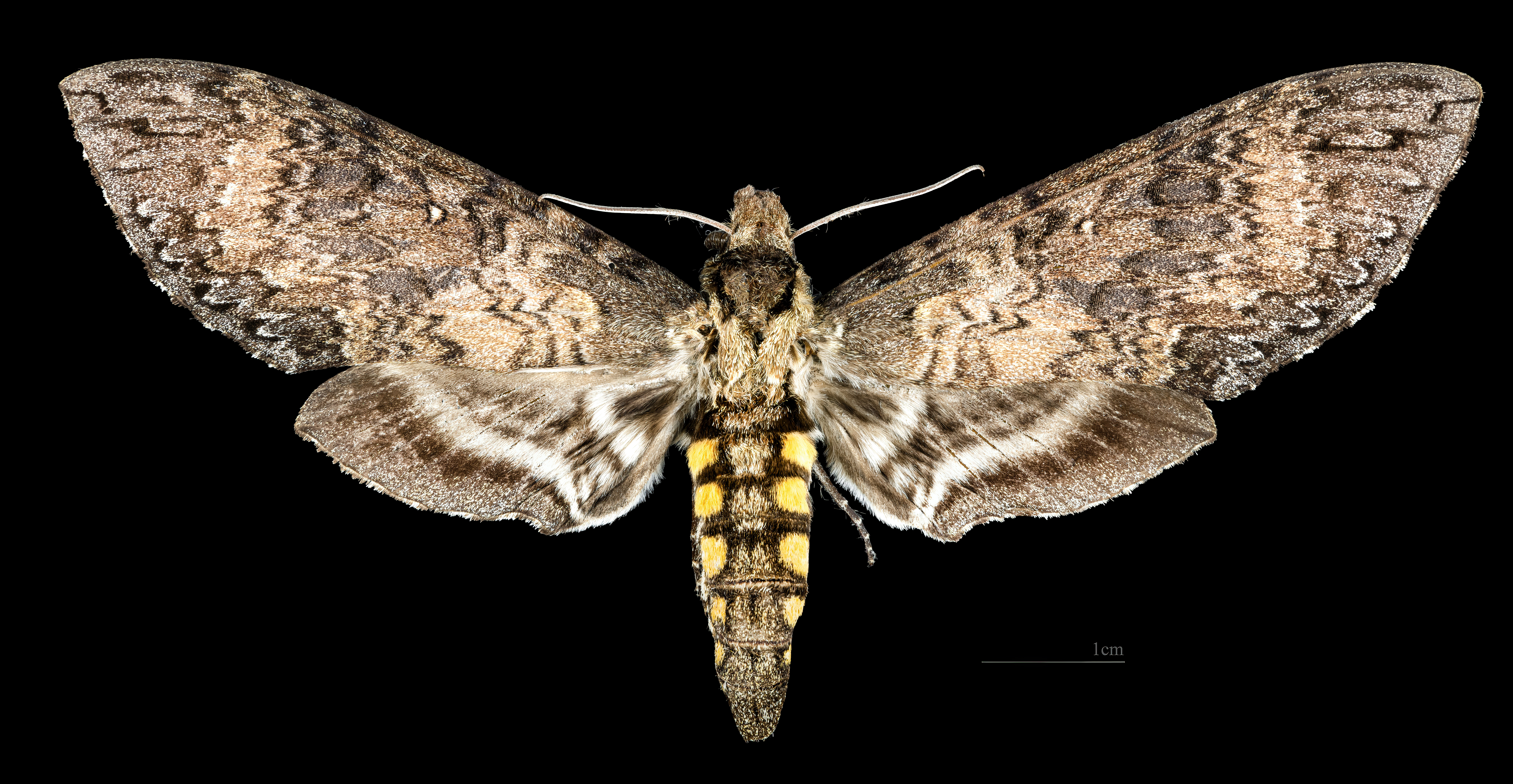
Manduca occulta ♀
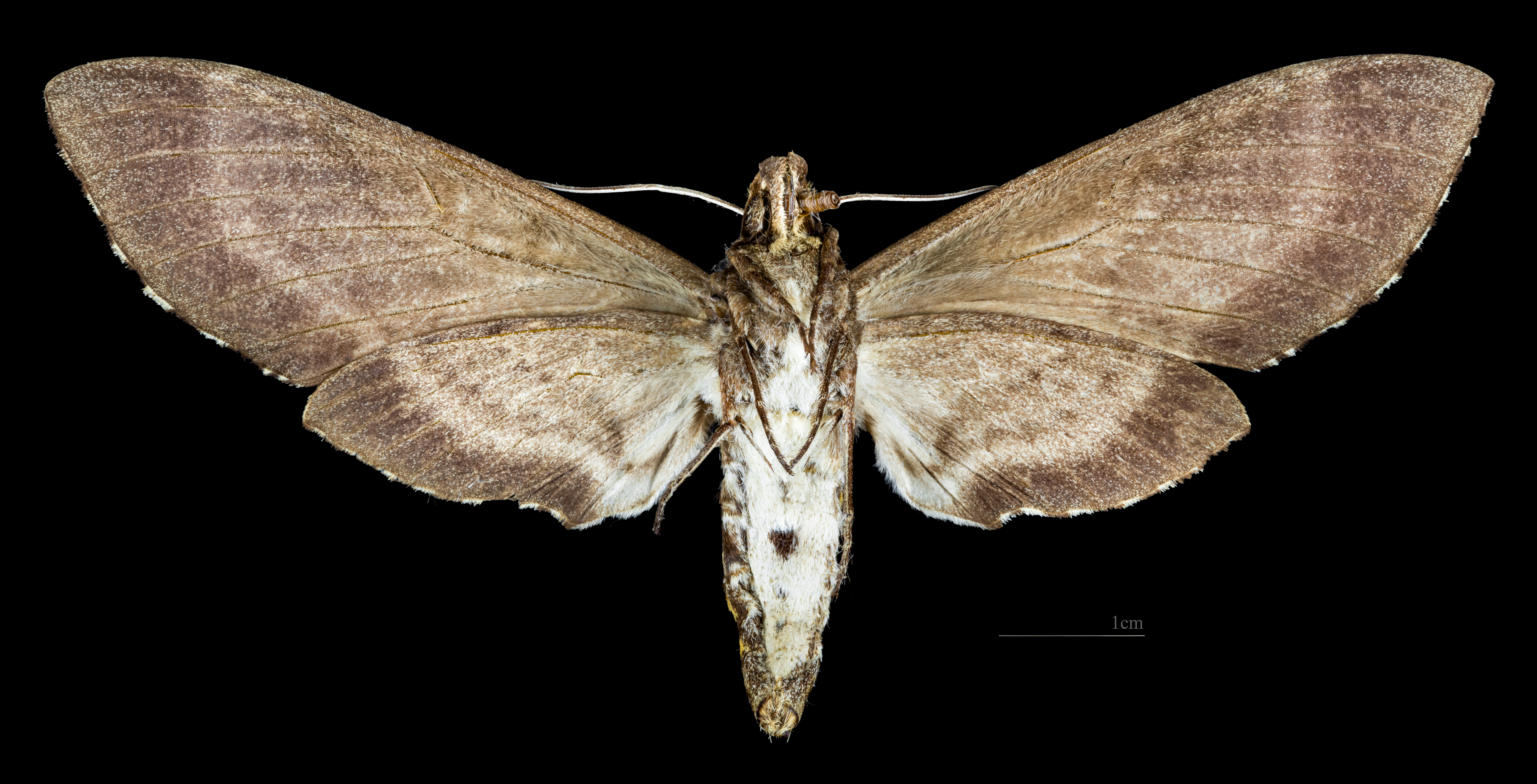
Manduca occulta  ♀ △

Die Raupen sind kräftig grün mit sieben Paaren schräger Seitenstreifen. Die ersten sechs sind hell weiß bis sehr blass hellgrün gefärbt, der letzte, breite Streifen ist jedoch immer weiß und sehr markant. Er verläuft bis zum Analhorn. Die Streifen sind zum Rücken hin von einer kräftigen schwarzen bis dunkelgrünen Linie begrenzt. Das zweite bis vierte Segment der Raupen trägt eine Reihe von unregelmäßig angeordneten, kurzen Dornen an Rücken. Das grüne Analhorn ist sehr rau und mit grünen oder schwarzen Knötchen besetzt. Im letzten Stadium können die Raupen von denen von Manduca sexta gut durch mehrere Merkmale unterschieden werden: die schrägen Seitenstreifen enden in der Regel innerhalb des gleichen Körpersegments, der dunkle an sie angrenzende Rand ist gleichmäßig und nicht unterbrochen. Außerdem ist sowohl das zweite bis vierte Segment als auch das Analhorn bei der ähnlichen Art glatt. Die Raupen sind aber auch denen von Manduca dilucida ähnlich.

## Vorkommen
Die Art ist vor allem in Mittelamerika verbreitet. Man findet sie von Panama nördlich bis nach Mexiko sowie in Belize, Guatemala, Nicaragua und Costa Rica. Ob die Art in den Vereinigten Staaten bodenständig ist, ist unklar. Man kann sie dort zwar mit ein oder zwei Individuen pro Jahr im Bergland des südöstlichen Arizonas nachweisen, es ist jedoch unklar, ob es sich dabei nicht um Falter handelt, die aus Mexiko einfliegen, da bodenständige Populationen bereits aus dem etwas südlicher gelegenen Sonora bekannt sind. Da die von der Art benötigten Nahrungspflanzen auch in Arizona wachsen, wird vermutet, dass die Art dort zumindest zeitweise bodenständig ist. Nachweise aus Texas fehlen, obwohl auch dort die Art etwas weiter südlich in Tamaulipas bodenständig ist. Zwei Nachweise aus Florida scheinen zweifelhaft, da die Art nicht von den Westindischen Inseln nachgewiesen ist.
Manduca occulta besiedelt in Mexiko Ufer und Schotterbänke an Flüssen, an denen sie auch in Arizona nachgewiesen ist.

## Lebensweise
Über die Lebensweise der Art ist wenig bekannt.

### Flug- und Raupenzeiten
Die Art fliegt in Arizona im Juli und August. In Costa Rica fliegt die Art in einer Generation während der Regenzeit im Mai und Juni. In Nicaragua fliegt sie im Juli, August und Oktober.

### Nahrung der Raupen
Die Raupen ernähren sich von Nachtschattengewächsen und sind in Costa Rica an Cestrum glanduliferum, Cestrum racemosum, Solanum accrescens und Solanum hazenii nachgewiesen. In Mexiko ist sie zudem an Solanum erianthum nachgewiesen.

## Entwicklung
Wie die Verpuppung stattfindet, ist unbekannt, es wird jedoch davon ausgegangen, dass sie wie auch bei den übrigen Arten der Gattung Manduca im Erdboden in einer Kammer stattfindet. Parasitoide der Raupen sind die Raupenfliegen Drino rhoeo und Drino piceiventris sowie die Brackwespen Microplitis espinachi und Meteorus congregatus.

## Belege